# ダニエル・オッペンハイマー
ダニエル・M・オッペンハイマー（Daniel M. Oppenheimer）は、プリンストン大学心理学科に所属する心理学の助教（assistant professor）。認知心理学に大きな関心があり、causal discounting、charitable giving、perceptual fluency、people's perceptions of randomnessを研究対象としている。難解な文章より簡単な文章を書くほうが著者が知的に見えることを主張した論文"Consequences of Erudite Vernacular Utilized Irrespective of Necessity: Problems with using long words needlessly"の業績により、2006年度イグノーベル賞を受賞した。